# Râul Furu, Sărățel
Râul Furu (numit și Râul Purcel) este un curs de apă din județul Vrancea, unul din cele două brațe care formează râul Sărățel. 